# (13607) Vicars
(13607) Vicars est un astéroïde de la ceinture principale.

## Description
(13607) Vicars est un astéroïde de la ceinture principale. Il fut découvert le 29 septembre 1994 à Kitt Peak par le projet Spacewatch. Il présente une orbite caractérisée par un demi-grand axe de 2,33 UA, une excentricité de 0,06 et une inclinaison de 6,6° par rapport à l'écliptique.

## Compléments